# Liébaud Ier d'Uxelles
Liébaud Ier d'Uxelles, (? - vers 935), seigneur d'Uxelles, châtelain de Brancion.

## Biographie
Il est le fils de Warulfe Ier d'Uxelles et de Rotrude.
Il est cité dans une charte de l'abbaye de Cluny de 919/922 puis encore en 924/925 dans lesquelles il fait plusieurs dons à l'abbaye.

## Mariages et succession
Il épouse en premières noces vers 912/22 Garlente/Garlende, (? - 919/925), puis en secondes noces avant le 5 juin 926 Doda/Dolzane. Du deuxième mariage il a Liébaud.